# Dungeon Master (jogo eletrônico)
Dungeon Master é um videogame estilo RPG para computadores PC, Atari ST, Amiga, Apple IIGS, Sharp X68000, PC-9801 e FM Towns. Para consoles caseiros foi adaptado somente para Super Nintendo. Dungeon Master foi o primeiro videogame do estilo RPG a usar ação em tempo real. Antes, todos os RPGs eletrônicos eram baseados em turnos.